# Sobral (Mortágua)
Sobral es una freguesia portuguesa del concelho de Mortágua, con 64,39 km² de superficie y 2.430 habitantes (2001). Su densidad de población es de 37,7 hab/km².